# Карандеев, Ростислав Владимирович
Ростислав Владимирович Карандеев (укр. Ростислав Володимирович Карандєєв; род. 22 июня 1972, Киев) — украинский политический деятель. Депутат Киевсовета II, III и IV созывов. С 2015 года — заместитель министра культуры Украины с 21 января 2015 года. С 28 июля 2023 по 5 сентября 2024 года временно исполнял обязанности Министра культуры и информационной политики Украины.

## Образование
В 1988 году окончил Киевскую среднюю школу № 30 (среднее образование).
В 1993 году окончил Киевский национальный университет им. Т. Шевченко (высшее образование). Специальность: физика жёсткого тела.
В 2002 году окончил Киевский национальный университет им. Т. Шевченко (высшее образование). Специальность: правоведение.
В 2007 году окончил Межрегиональную академию управления персоналом (докторантура). Учёное звание: Доктор философии в области экономики.
В 2019 году окончил Национальную академию руководящих кадров культуры и искусств (магистратура). Специальность: менеджмент социокультурной деятельности.

## Карьера
Трудовую деятельность начал в Международном центре электронно-лучевых технологий Института электросварки им. Е. О. Патона.
С 1995 года работал в системе органов местного самоуправления г. Киева. С 1995 — главный специалист информационно-аналитического отдела, с июня 1996 — руководитель прессслужбы Киевской горгосадминистрации. С августа 1998 — заместитель председателя Харьковской райгосадминистрации г. Киева. С 2001 — заместитель председателя Днепровской райгосадминистрации г. Киева. Депутат Киевского городского совета 2, 3 и 4 созыва. В период избирательной кампании 1998 года делегирован политическим объединением «Молодая Украина» на должность министра молодёжи и спорта оппозиционного Кабинета министров Юлии Тимошенко.
С июня 2001 года — председатель Комитета молодёжных и детских общественных организаций г. Киева. С 2001 года возглавлял политическую партию «Молодая Украина», был депутатом Киевсовета.
С декабря 2002 по январь 2004 года — начальник Главного управления по вопросам взаимодействия со средствами массовой информации и связей с общественностью исполнительного органа Киевского городского совета.
С февраля 2004 по январь 2005 года — председатель Совета Фонда гуманитарных программ города Киева.
С февраля 2005 по апрель 2005 года — консультант аналитического управления обеспечения деятельности Киевского городского головы.
С апреля 2005 по август 2006 года — начальник Главного управления по физической культуре и спорту Киевской городской государственной администрации.
С августа 2006 — январь 2007 года — директор департамента физической культуры Министерства Украины по делам семьи, молодёжи и спорта.
С февраля 2007 по январь 2008 года — советник Украины по делам семьи, молодёжи и спорта по вопросам Евро-2012.
С 6 февраля 2008 по 14 апреля 2010 года — заместитель Министра Украины по делам семьи, молодёжи и спорта. Вице-президент Федерации уличного баскетбола Украины.
С мая 2010 по март 2014 года — председатель Совета Фонда гуманитарных программ города Киева.
С марта 2014 по май 2014 года — советник Министра культуры Украины.
С 21 января 2015 по 29 апреля 2016 года — заместитель Министра культуры Украины.
С 29 апреля 2016 по 26 февраля 2020 года — заместитель Министра культуры Украины — руководитель аппарата.
С февраля по июль 2020 года — советник Руководителя Офиса Президента Украины.
С 15 июля 2020 года — первый заместитель министра культуры и информационной политики.
С 28 июля 2023 года — временно исполнял обязанности министра культуры Украины.

## Критика
Ростислава Карандеева обвиняют в:
- защита Анатолия Серикова, известного разрушением украинских культурологических изданий; отсутствие принятия Ростиславом Карандеевым надлежащих мер по поддержке украинских культурологических изданий
- непоследовательность решения об уходе Максима Тимошенко с должности и. о. ректора НМАУ через полтора месяца после назначения и за полтора месяца до ожидаемого конкурса на этот пост[9][10]
- чрезмерно высокую зарплату в должности государственного секретаря Министерства культуры Украины — в частности в декабре 2017 года — 111 964 гривен[11], в декабре 2018 года — 175 332 гривны[12], а в декабре 2019 года — 497 709 гривен (в четыре раза больше, чем у министра В. Бородянского)[13]

## Награды и почётные звания
- Заслуженный работник физической культуры и спорта Украины (2005)[14]
- Государственный служащий пятого ранга (2006)[15]
- Государственный служащий четвёртого ранга (2008)[16]